# Monolog
Monolog (Монолог) è un film del 1972 diretto da Il'ja Aleksandrovič Averbach.

## Trama
Al vecchio professore Sretenskij, con la sua vita stabile e abitudini a volte ridicole, ma care, la sua sfortunata figlia e la giovane nipote vengono in visita. Sull'amore e sull'intolleranza reciproca di queste persone, che danno origine a conflitti, sulla capacità di comprendere e perdonare.